# Randy Napoleon
Randy Napoleon (né en 1977) est un guitariste de jazz, membre du quartet de Freddy Cole, et leader du trio qui porte son nom. Il a joué  en tournée avec Benny Green, l'orchestre de jazz de Clayton-Hamilton (CHJO), mené par John Clayton et Jeff Hamilton, Rene Marie, et avec Michael Bublé. Il est professeur de jazz à la Michigan State University.

## Les débuts
Randy Napoleon est né à Brooklyn, dans la ville de New York, mais sa famille a déménagé à Ann Arbor, dans le Michigan durant sa jeunesse. Il s'initia à la musique au lycée Pioneer d'Ann Arbor, dans un orchestre mené par le trompettiste Louis Smith. Il a également joué dans des clubs de jazz à Ann Arbor et a appris le jam au défunt Bird of Club, où il a également eu l'occasion d'entendre d'importants artistes de jazz. Napoleon a continué à étudier à l'Université du Michigan.

## Carrière
Napoleon a une carrière active comme accompagnateur et comme chef. Il mène un trio avec Quincy Davis sur des tambours, et l'or de Jared sur l'organe de Hammond B3. Ils tourné dans l'ensemble des États-Unis et du Royaume-Uni, où ils ont fait un concert pour la radio de BBC et ont joué plusieurs trèfle. Il se produit régulièrement avec le chanteur/pianiste Freddy Cole.  Il est professeur à la Michigan State University. 

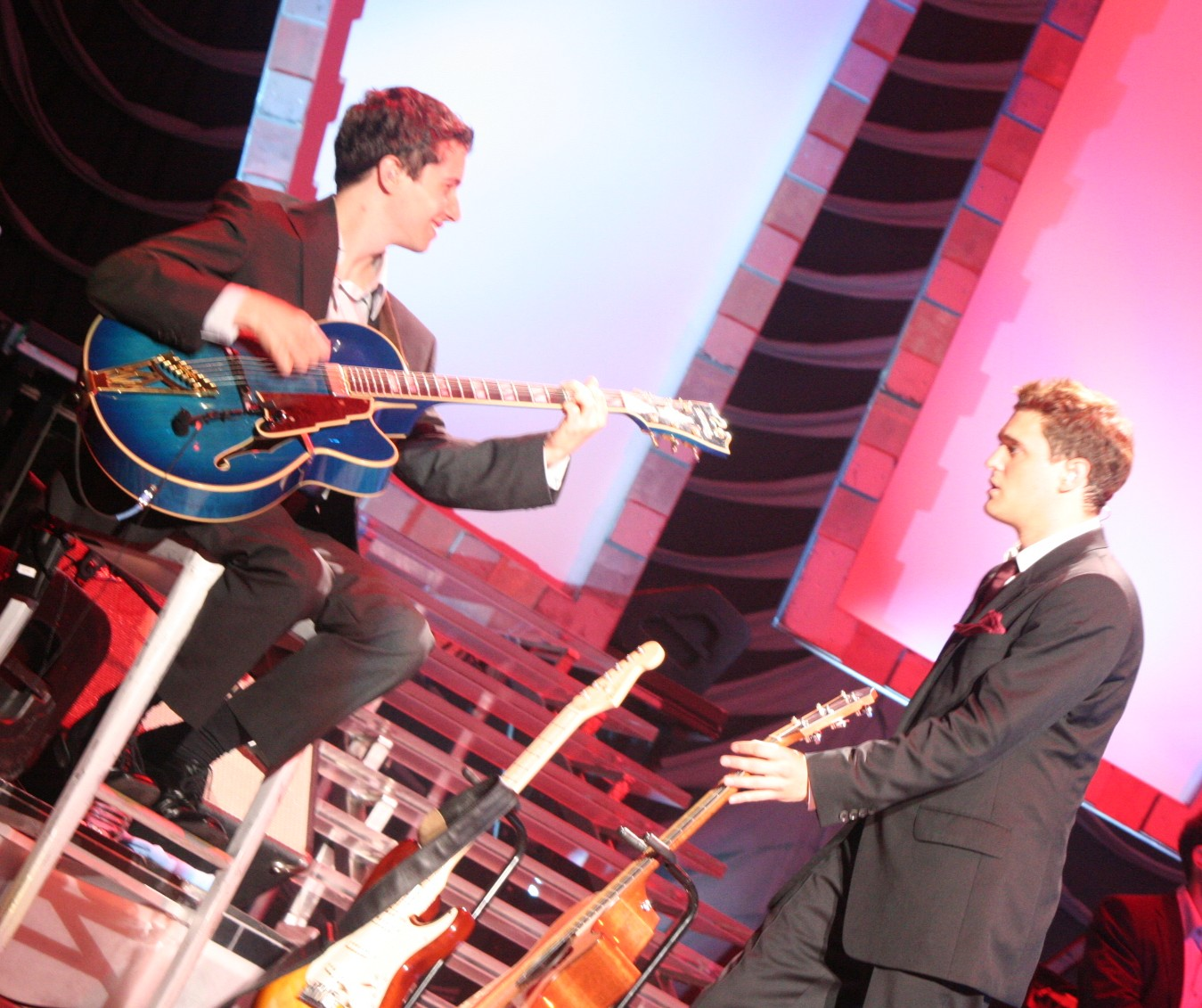
Avec Bublé

Napoleon est apparu à la télévision au Japon avec CHJO et dans l'ensemble de l'Europe et des États-Unis avec James Bublé. 
Napoleon a également exécuté avec les artistes suivants: Rodney Whitaker et Grady Tate. Il est apparu avec des artistes importants, Eric Comstock et Barbara Fasano, et a travaillé avec Gerald Clayton (piano), Josh Brown (trombone), Jules Tolentino (saxophone), et Sachal Vasandani (chanteur).

## Discographie
- Randy Napoleon: Rust Belt Roots
- Randy Napoleon: Common Tones
- Randy Napoleon: Soon
- Randy Napoleon: The Jukebox Crowd
- Randy Napoleon: Between Friends
- Eric Comstock and Randy Napoleon: Bitter Sweet
- Randy Napoleon and Jared Gold: Enjoy the Moment

## Collaborations
- Freddy Cole: My Mood is You
- Freddy Cole: He Was the King
- Freddy Cole: Singing the Blues
- Freddy Cole: This and That
- Freddy Cole: Talk to Me
- Freddy Cole: The Dreamer in Me (Live at Dizzy's)
- Freddy Cole Sings Mr. B
- Michael Bublé: Caught in the Act
- Eric Comstock: Bitter/Sweet
- Melissa Morgan: Until I Met You
- Jared Gold: Solids & Stripes
- Josh Brown: Songbook Trio
- Josh Brown: the Feeling of Jazz
- The Clayton Hamilton Jazz Orchestra: Live at MCG
- Michael Bublé: With Love
- Michael Bublé: Let it Snow
- Michael Bublé: A Taste of Bublé
- Hilary Gardner: The Great City
- Paul Keller/Steve Richko: Swingin' the Praise
- Justin Ray: Justin Ray
- Justin Ray: Evil Man Blues
- Adam Rongo: Tell Your Story
- Etienne Charles: Creole Christmas
- Michael Dease, All These Hands, 2016